# Хэйдэн
Хэйдэн (яп. 幣殿) — зал ритуальных пожертвований божеству-ками. Он является частью синтоистского храмового комплекса и используется для хранения приношений (хэйхаку): обычно это бумажные или шёлковые ленты, отрезы белой и красной ткани, рисовое вино, оружие, одежда. Как правило, хэйдэн расположен на единой оси с хондэном (святилищем, закрытым для публики) и хайдэном (залом для молящихся). Хэйдэн может быть отдельно стоящим зданием или являться секцией, соединяющей хондэн и хайдэн, например аи-но-ма в стиле хатиман-дзукури.